# ROMI (industrie)
Pour les articles homonymes, voir Romi.
ROMI Industrias est le nom de l'entreprise brésilienne qui fabriqua à Santa Barbara d'Oeste, ville située à 145 km au nord de la capitale brésilienne, la version locale de l'Isetta sous licence ISO Rivolta de 1956 à 1959.

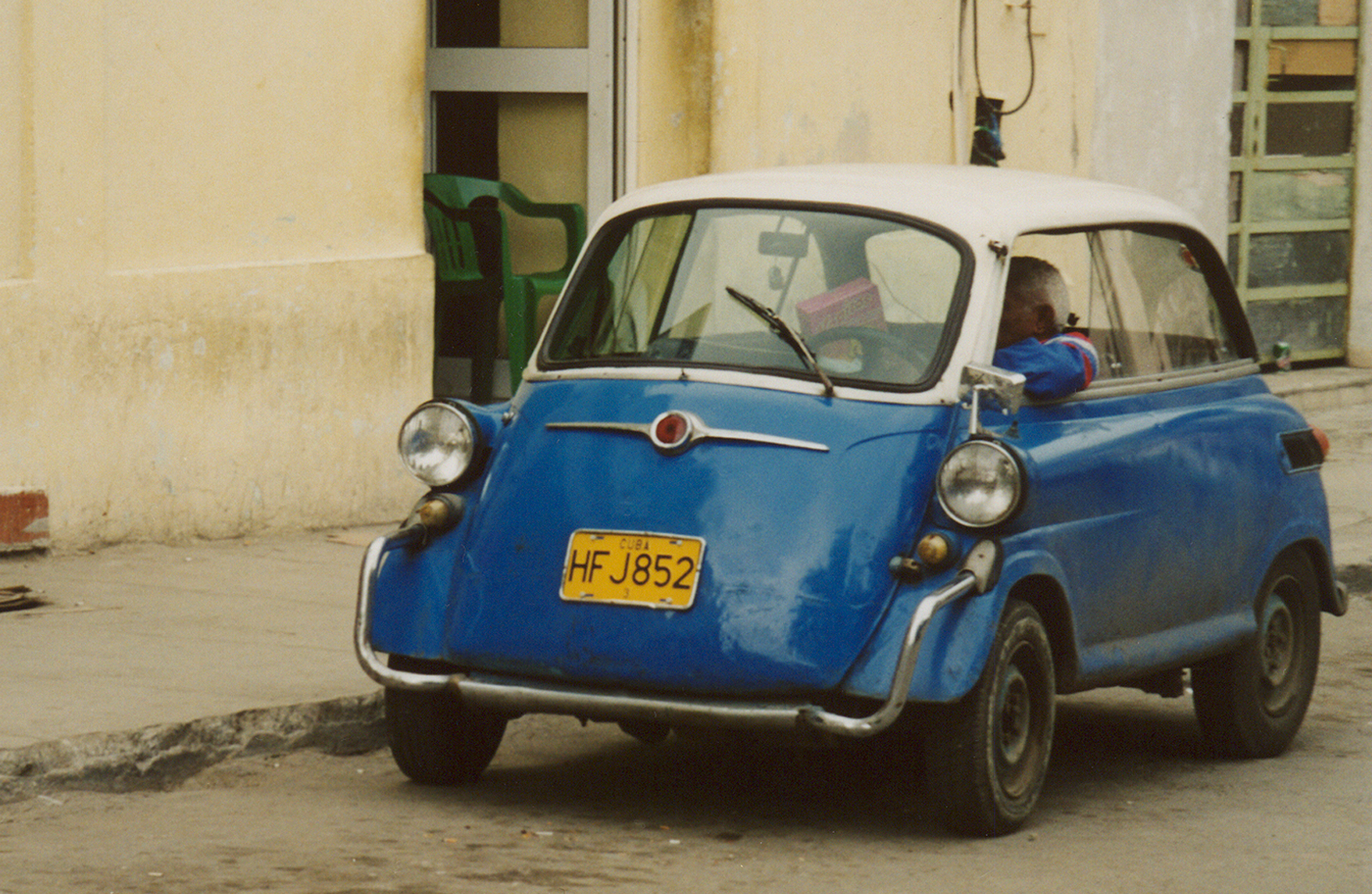
Une Romi Isetta.

La société ROMI était spécialisée dans la production de machines-outil et d'outillage agricole. Cette société existe toujours et est restée fidèle à ses productions de base.
Comme la société française Velam et l'allemand BMW, ROMI a acquis une licence de l'ISO Isetta en 1953 lors du Salon de l'auto de Turin, pour la fabrication au Brésil et la commercialisation de ces véhicules en Argentine et au Brésil.
La marque italienne ISO Rivolta avait arrêté la production du modèle en Italie, faute de ventes suffisantes. ROMI fera réaliser l'outillage nécessaire à cette fabrication qui débuta en septembre 1956.
Le constructeur brésilien présenta cette étrange voiture à la presse. En fait la Romi Isetta était la première voiture fabriquée au Brésil.
Quelques détails différaient du modèle italien d'origine car l'outillage d'origine avait été vendu par ISO Rivolta à l'allemand BMW avec une licence de fabrication en 1955. BMW, qui était au bord de la faillite, récupéra l'outillage original italien. Plus tard, le moteur d'origine ISO de 198 cm3 sera remplacé par le moteur BMW de 298 cm3 qui équipait la version Isetta allemande. 
En 1959 une version 300 De Luxe est proposée avec un nouveau moteur BMW, des ressorts hélicoïdaux à l'avant et une finition d'un niveau supérieur, mais le succès n'est pas au rendez-vous. ROMI aura produit au total à peine plus de 3000 exemplaires de l'Isetta en 3 ans.

Le décès du fondateur de l'entreprise Americo Emilio Romi, en 1959, marquera l'arrêt de la fabrication. L'entreprise ne renouvellera pas cette expérience malheureuse dans la construction automobile. 

Mais malgré un concept extrêmement bien pensé, le prix, un habitacle exigu et un moteur trop bruyant achèveront le modèle au Brésil comme ce fut le cas en Italie et en France. Seule l'Allemagne sera séduite par cette voiture œuf et permettra à BMW de ne pas disparaître.